# Noël Ravassard
Pour les articles homonymes, voir Ravassard.
Noël Ravassard, né le 25 juillet 1935 à Buellas (Ain), est un homme politique français.

## Détail des fonctions et des mandats
Mandats locaux
- 1989 - 1995 : Maire de Châtillon-sur-Chalaronne
- 1995 - 2001 : Maire de Châtillon-sur-Chalaronne
- 2001 - 2008 : Maire de Châtillon-sur-Chalaronne
- 1979 - 1985 : Conseiller général du canton de Châtillon-sur-Chalaronne
- 1985 - 1992 : Conseiller général du canton de Châtillon-sur-Chalaronne
- 1992 - 1998 : Conseiller général du canton de Châtillon-sur-Chalaronne
- 1998 - 2004 : Conseiller régional de Rhône-Alpes

Mandats parlementaires
- 30 novembre 1980 - 22 mai 1981 : Député de la 3e circonscription de l'Ain
- 21 juin 1981 - 1er avril 1986 : Député de la 3e circonscription de l'Ain
- 16 mars 1986 - 14 mai 1988 : Député de l'Ain